# Las cenizas de Ángela (película)
Las cenizas de Ángela (Angela's Ashes) es una película dramática estadounidense-irlandesa de 1999, dirigida por Alan Parker y basada en el libro homónimo de Frank McCourt, ganador del Premio Pulitzer.

## Argumento
Cuenta la vida de una familia inmigrante irlandesa en Nueva York, los McCourt. En 1935, son tiempos de emigración a América, pero esta familia hace el camino contrario. Malachy (Robert Carlyle), un alcohólico, y su mujer Ángela (Emily Watson) deciden huir a Limerick (Irlanda) con sus cuatro hijos después de ver fallecer a su hija con tan solo siete semanas.
La vida en Irlanda va a ser muy dura. El hijo mayor, Frank, tendrá que ponerse a trabajar, pero no va a ser suficiente.
Es la representación de varios aspectos en los que se desenvuelve la vida humana: los religiosos, los políticos y los económicos, todos mezclados, vividos y sufridos por una familia.

## Reparto
- Emily Watson: Angela McCourt.
- Robert Carlyle: Malachy McCourt.
- Devon Murray: Middle Malachy.
- Joe Breen: Frank niño.
- Ciaran Owens: Frank preadolescente.
- Michael Legge: Frank adolescente.
- Kerry Condon: Theresa Carmondy.
- Ronnie Masterson: Grandma Sheehan.